# Йохан фон Мансфелд-Хинтерорт
Йохан фон Мансфелд-Хинтерорт (на немски: Johann von Mansfeld-Hinterort; * ок. 1526; † 3 март 1567, замък Морицбург, Хале в затвор) е граф и господар на Мансфелд-Хинтерорт.
Той е четвъртият син на граф Албрехт VII фон Мансфелд († 1560) и съпругата му графиня Анна фон Хонщайн-Клетенберг († 1559), дъщеря на Ернст IV фон Хонщайн-Клетенберг и Фелицитас фон Байхлинген.
При подялбата на наследството през 1561 г. Йохан получава Ротенбург на Заале. Йохан умира в затвор на 3 март 1567 г. в Морицбург, Хале на река Зале и е погребан в църквата Св. Андреас в Айзлебен.

## Фамилия
Йохан се жени на 8 юли 1554 г. за принцеса Доротея фон Померания-Щетин (* 7 февруари 1528; † 4 юни 1558 в Ротенбург), дъщеря на херцог Барним IX (XI) фон Померания-Щетин (1501 – 1573) и принцеса Анна фон Брауншвайг-Люнебург (1502 – 1568), дъщеря на херцог Хайнрих I фон Брауншвайг-Люнебург († 1532). Те имат децата:
- Анна (* 1555; † 30 юли 1575, от чума), омъжена на 1 юли 1575 г. в Шлайц за граф Волфганг II фон Барби и Мюлинген (1531 – 1615)
- Албрехт (XII) (* 1557; † 6 февруари 1566)

Йохан се жени втори път на 14 август 1559 г. в дворцовата църква в Целе за принцеса Маргарета фон Брауншвайг-Люнебург-Целе (* 12 юли 1534; † 24 септември 1596 в Марбург), дъщеря на херцог Ернст I фон Брауншвайг-Люнебург (1497 – 1546) и принцеса София фон Мекленбург-Шверин (1508 – 1541). Те имат децата:
- Йохан (Ханс) Георг († 14 септември 1560)
- Ернст VI (IV) (1561 – 1609), граф на Мансфелд-Хинтерорт, женен I. 1589 г. за графиня Юлиана фон Залм-Кирбург-Пютлинген (1551 – 1607); II. на 22 септември 1608 г. за графиня Анна Сибила фон Вартенберг
- Анна София (1562 – 1601), омъжена на 19 март 1589 г. в замък Бургбрайтунген за граф Херман Адолф фон Золмс-Хоензолмс (1545 – 1613)
- Фридрих Кристоф (1564 – 1631), граф на Мансфелд-Хинтерорт, женен ок. 1610 г. за Агнес фон Еверщайн–Масов (1584 – 1626)
- Елизабет (ок. 1565 – 1596), омъжена на 23 ноември 1591 г. във Винер Нойщат за херцог Йохан Ернст фон Саксония-Кобург-Айзенах (1566 – 1638)
- Мария (1567 – 1625/1635), омъжена I. на 10 май 1563 г. в Щутгарт за ландграф Лудвиг IV фон Хесен-Марбург (1537 – 1604); II. 1611 г. за граф Филип V фон Мансфелд-Фордерорт (1589 – 1657)